# 薩拉塔區

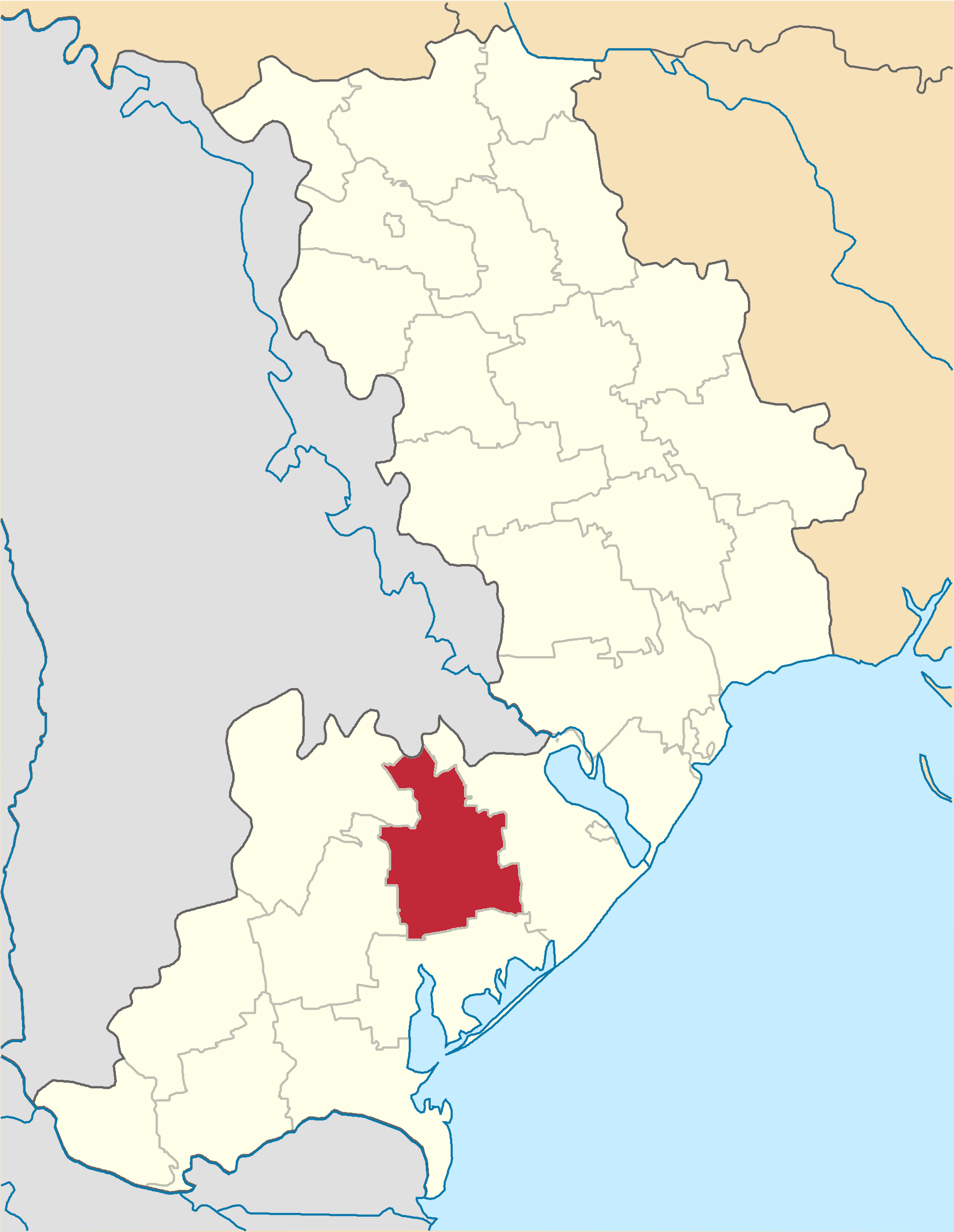
撤销前薩拉塔在敖德萨州的位置

薩拉塔區（烏克蘭語：Саратський район），曾是烏克蘭的一個區，位於該國西南部，由敖德薩州負責管轄，首府設於薩拉塔，面積1,475平方公里，2013年人口45,447，人口密度每平方公里30.81人。
该区在2020年7月18日的乌克兰行政区划改革中被撤销，改革后敖德萨州下分为7个区，薩拉塔合并至別爾哥羅德-德涅斯特羅夫斯基區。